# Dirk Martens

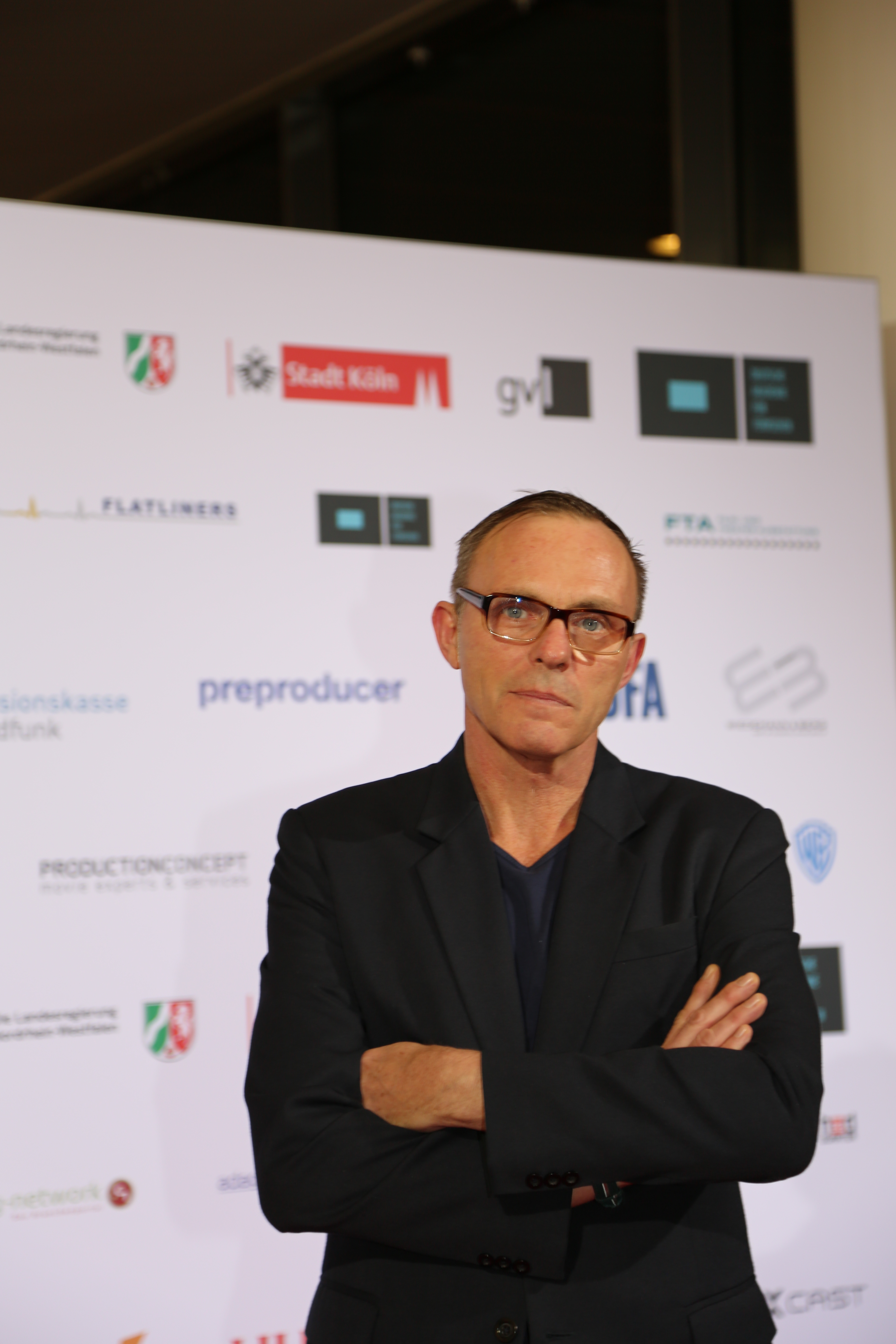
Dirk Martens (2017)

Dirk Martens (* 2. Juli 1964 in Mülheim an der Ruhr) ist ein deutscher Schauspieler.

## Leben
Dirk Martens hat einen Zwillingsbruder. Seine Eltern haben sich scheiden lassen und der Vater hat sich danach um die beiden Jungs gekümmert. Durch seinen Beruf als Maschinenbauingenieur bzw. Geschäftsführer für verschiedene Unternehmen zog die Familie häufig um. Bereits in der dritten Klasse war er Darsteller bei Schulaufführungen.
Er absolvierte eine Schauspielausbildung bei Richard Süssenguth in Berlin, bei Michael Mendl und bei Walter Spiske in Düsseldorf.
Nach der Ausbildung erhielt Martens Theaterengagements in Düsseldorf, Zürich, München, Hamburg und Bonn. So spielte er unter anderem in der Saison 1989/1990 in Egmont von Johann Wolfgang von Goethe am Ernst-Deutsch-Theater in Hamburg. 1991 trat er im Kleinen Theater Bonn in Goethes Faust I auf.

### Mitwirkung in Fernsehserien
Bekanntheit erlangte Martens jedoch hauptsächlich durch seine zahlreichen Fernsehrollen. Ab Anfang der 1990er Jahre übernahm Martens hierbei mehrfach durchgehende Serienrollen, wiederkehrende Episoden- und auch Gastrollen in Produktionen wie Alarm für Cobra 11 – Die Autobahnpolizei, Tatort oder Polizeiruf 110.
Durchgehende Serienrollen hatte Martens unter anderem als Laborarzt Dr. Robert Moll in der RTL-Fernsehserie OP ruft Dr. Bruckner, als Oberstaatsanwalt Riese in der Sat.1-Fernsehserie Edel & Starck, als Oberarzt Dr. Marcel Plenzdoff in Klinikum Berlin Mitte und als Richter Reinersdorfer in der Anwaltsserie Plötzlich Papa – Einspruch abgelehnt!. Von 2002 bis 2005 bildete er in der Rolle des Kriminalhauptkommissars Falk von Schermbeck gemeinsam mit Uwe Fellensiek das Ermittlerduo in der Krimiserie SK Kölsch.
Martens wurde im deutschen Fernsehen regelmäßig in Krimiserien und Kriminalfilmen eingesetzt, in denen er häufig die Rolle des widersprüchlichen Bösewichts oder des psychopathischen Täters übernahm. Mehrere Male spielte Martens in den Serien Der Alte, SOKO 5113 und Tatort.

### Kino- und Fernsehproduktionen
Martens wirkte auch in zahlreichen Fernsehfilmen mit. Die ARD besetzte Martens 2006 in dem romantischen TV-Film Eine Robbe und das große Glück. Auch in zahlreichen Kinder- und Jugendproduktionen wirkte Martens mit. 2008 spielte er im Rahmen der ARD-Märchenreihe Sechs auf einen Streich den Hofrat Klaus in der Verfilmung von Das tapfere Schneiderlein. 2013 spielte er den Vater der Internatsschüler Dominik und Constanze von Blumberg, in der KiKA-Serie Schloss Einstein.
In Kinoproduktionen war Martens unter anderem 2002 in einer Nebenrolle in der US-Produktion Equilibrium unter der Regie von Kurt Wimmer und 2005 in Die Hitlerkantate von Jutta Brückner zu sehen.
Martens spielt seit 2010 immer wieder in Film- und TV-Produktionen für das russische Fernsehen und Kino, unter anderem war er in den Kinoproduktionen Match (2012; Regie: Andrej Malyukov) und White Tiger – Die große Panzerschlacht (2012; Regie: Karen Shakhnazarov) zu sehen. 2013 drehte er für das russische Fernsehen den Vierteiler Scharfschützen unter der Regie von Arman Gevorgyan.
Mit seinem eigenen Bühnenprogramm gastiert Dirk Martens in Berlin und anderen Städten.
Dirk Martens lebt in Berlin.

### Freddy Leck
In Berlin betreibt Martens unter dem Künstlernamen „Freddy Leck“ einen Waschsalon und vertreibt über einen eigenen Internetshop auch Waschmittel. In Filmberichten über den außergewöhnlich eingerichteten Waschsalon, die z. T. auf der Website des Unternehmens eingestellt sind, tritt Martens auch selbst auf. Zuvor hatte er bereits in Köln einen Waschsalon unter dem Namen „Cleanicum“ betrieben. Als Inhaber dieses Waschsalons stand er auch in der Dokumentation Dynastien in NRW: Die Miele-Männer des WDR vor der Kamera und berichtete von seiner Zusammenarbeit mit dem Unternehmen Miele.

## Schriften
- Freddy Leck: Nicht jeder Fleck muss weg. Aus dem Leben eines Waschsalonbesitzers. Patmos, Ostfildern 2014, ISBN 978-3-8436-0408-6.

## Filmografie (Auswahl)

### Filme
- 1994: Faust – Mucker
- 1995: Wir zusammen allein mit dir
- 1995: Die Versuchung – Der Priester und das Mädchen
- 1996: Tatort – Lockvögel
- 1996: Polizeiruf 110 – Die Gazelle
- 1996: Tatort – Krokodilwächter
- 1997: Todesspiel
- 1997: Schimanski – Die Schwadron
- 1999: Polizeiruf 110 – Kopfgeldjäger
- 2000: Tatort – Rattenlinie
- 2000: Tatort – Quartett in Leipzig
- 2001: Feindliche Übernahme – althan.com
- 2001: Tatort – Bienzle und der Tag der Rache
- 2002: Equilibrium
- 2005: Die Hitlerkantate (Kino)
- 2006: Eine Robbe und das große Glück
- 2006: Am Ende des Schweigens
- 2007: Annas Albtraum kurz nach 6
- 2008: Tatort – Müll
- 2008: Das tapfere Schneiderlein
- 2009: Über den Tod hinaus
- 2010: Sechs Tage Angst
- 2010: Inga Lindström – Millionäre küsst man nicht
- 2011: Frischer Wind
- 2011: Liebeskuss am Bosporus
- 2011: Der Bomber
- 2011: Das Mädchen aus dem Regenwald
- 2012: Match (Kino)
- 2012: White Tiger – Die große Panzerschlacht (Kino)
- 2013: Vorzimmer zur Hölle III – Plötzlich Boss
- 2013: Robin Hood und ich
- 2014: Till Eulenspiegel
- 2015: Rettet Raffi! (Kino)
- 2016: Friesland – Klootschießen
- 2018: Sobibor (Kino)
- 2018: Tatort – Schlangengrube
- 2019: The Cold Within (Kino)
- 2019: Rosamunde Pilcher: Schwiegertöchter
- 2021: Die Liebe des Hans Albers
- 2022: Der Kroatien-Krimi: Vor Mitternacht
- 2022: Tatort: Liebeswut (Fernsehreihe)
- 2022: Tatort: Murot und das Gesetz des Karma (Fernsehreihe)
- 2023: Die Drei von der Müllabfuhr: Altlasten (Fernsehreihe)

### Fernsehserien
- 1991–1994, 2001: Großstadtrevier (6 Folgen)
- 1991–1994: Unsere Hagenbecks (Fernsehserie, 37 Folgen)
- 1992: Happy Holiday (Fernsehserie, 1 Folge)
- 1992, 1997: Der Fahnder (Folgen 4x10, 7x17)
- 1992–2012: SOKO München (6 Folgen)
- 1994–2002: Die Wache (4 Folgen)
- 1995, 2001: Kommissar Rex (Folgen 1x12, 7x07)
- 1996: Die Kommissarin (Folge 2x11)
- 1996: Im Namen des Gesetzes (Folge 2x18)
- 1996–1999: OP ruft Dr. Bruckner (48 Folgen)
- 1997: Stockinger (Folge 1x04)
- 1997–2011: Küstenwache (4 Folgen)
- 1997: Die Straßen von Berlin (Folge 2x06)
- 1997–1999: Operation Phoenix – Jäger zwischen den Welten (11 Folgen)
- 1998: Wolffs Revier (Folge 7x11)
- 1998: Einsatz Hamburg Süd (Folge 2x04)
- 1998–1999: Die Neue – Eine Frau mit Kaliber (12 Folgen)
- 1999: Dr. Stefan Frank – Der Arzt, dem die Frauen vertrauen (Folge 5x13)
- 1999: SK-Babies (Folge 4x06)
- 1999: Zwei Brüder (Folge 6x09)
- 2000–2002: Klinikum Berlin Mitte (38 Folgen)
- 2000: Die Cleveren (Folge 2x01)
- 2000–2019: Alarm für Cobra 11 – Die Autobahnpolizei (4 Folgen)
- 2000: Medicopter 117 – Jedes Leben zählt (Folge 3x04)
- 2000: Ein starkes Team – Der Todfeind
- 2001–2016: SOKO Leipzig (3 Folgen)
- 2002: Schlosshotel Orth (Folge 6x14)
- 2002: Edel & Starck (6 Folgen)
- 2002–2006: SK Kölsch (43 Folgen)
- 2003, 2006: Der letzte Zeuge (Folgen 5x05, 8x04)
- 2003: Alarm für Cobra 11 – Einsatz für Team 2 (Pilotfolge)
- 2004: Unser Charly (Folge 9x02)
- 2005, 2011: SOKO Köln (Folgen 2x06, 7x14)
- 2005–2021: Der Alte (3 Folgen)
- 2007: SOKO Rhein-Main (Folge 2x06)
- 2008: Ihr Auftrag, Pater Castell (Folge 1x03)
- 2008: Unschuldig (Folge 1x03)
- 2008: Der Landarzt (Folge 17x05)
- 2008: Siska (Folge 11x05)
- 2008, 2015: SOKO Wien (Folgen 4x03, 10x07)
- 2008: Familie Dr. Kleist (Folge 3x04)
- 2008: Plötzlich Papa – Einspruch abgelehnt! (Folgen 1x03–1x06)
- 2009: Löwenzahn (1 Folge)
- 2009: Kommissar Stolberg (Folge 5x01)
- 2009: Der Staatsanwalt (Folge 3x01)
- 2010, 2012: Notruf Hafenkante (Folgen 4x24, 6x21)
- 2010, 2013: Der letzte Bulle (Folgen 1x05, 4x03)
- 2011, 2020: SOKO Stuttgart (Folgen 3x02, 11×25)
- 2011: IK1 – Touristen in Gefahr (Folge 1x02)
- 2012: Der Bergdoktor (Folge 5x01)
- 2012: Heiter bis tödlich: Morden im Norden (Folge 1x12)
- 2012: Toni Costa – Kommissar auf Ibiza: Küchenkunst
- 2013: Schloss Einstein (2 Folgen)
- 2013: Heiter bis tödlich: Hauptstadtrevier (Folge 1x12)
- 2013: Ein Fall für zwei (Folge 32x05)
- 2013: Heiter bis tödlich: Akte Ex (Folge 2x03)
- 2014: Heiter bis tödlich: Koslowski & Haferkamp (Folge 1x15)
- 2014: Heldt (Folge 2x08)
- 2014: Herzensbrecher – Vater von vier Söhnen (Folge 2x02, 2x03)
- 2014–2021: Neues aus Büttenwarder
- 2015: Josephine Klick – Allein unter Cops (Folge 2x01)
- 2015: Scharfschütze: Letzter Schuss (Snayper. Posledniy vystrel, Mini-Serie)
- 2016: Kommissarin Lucas – Kreuzweg (Folge 1x23)
- 2016: Club der roten Bänder (Folge 2x04)
- 2017: Der Bergdoktor (Folge 10x04)
- 2017: Letzte Spur Berlin (Folge 6x09)
- 2017: In aller Freundschaft (Folge 20x18)
- 2017: Culpa (NBC)
- 2018: Nix Festes (4 Folgen)
- seit 2019: Die Kanzlei (12 Folgen)
- 2020: Der Staatsanwalt (Folge 15x04)
- 2020: Die Chefin (Folge 11x08)
- 2022: Das Begräbnis
- 2023: Browser Ballett – Satire in Serie (Folge 1x04)
- 2025: Der Staatsanwalt (Folge 20x02)